# Nullkuponanleihe
Eine Nullkuponanleihe (englisch zero-coupon bond, im deutschen Sprachgebrauch auch Zero-Coupon-Anleihe, Zero-Bond oder Zerobond genannt) ist eine Sonderform der Anleihe, bei der keine laufenden Zinsen gezahlt werden. Allgemein formuliert handelt es sich um Schuldverschreibungen mit fester Verzinsung, hoher Fungibilität und Volatilität, in den meisten Fällen stark eingeschränkter Kündigungsmöglichkeit sowie überwiegend langer Laufzeit, bei denen die Zinsen und Zinseszinsen thesauriert und am Ende der Laufzeit ausgezahlt werden. Die Verzinsung über die gesamte Laufzeit wird allein durch den Unterschied zwischen niedrigerem Ausgabekurs und höherem Rückzahlungskurs ausgedrückt. Anders formuliert handelt es sich um eine Anleihe ohne Zinskupons.

## Verbreitung und Kurs
Die Nullkuponanleihe ist viel weniger verbreitet als die kupontragende Standardanleihe. Sie wird jedoch oft dazu verwendet, den Garantieteil bei Garantiefonds oder Garantiezertifikaten darzustellen. Nullkuponanleihen entstehen auch durch Anleihen-Stripping.
Üblicherweise wird am Ende der Laufzeit der Nennwert der Nullkuponanleihe ausbezahlt. Ihr Ausgabekurs hat dann ein entsprechend großes Disagio.
Bei der hiervon abweichenden Sonderform des Zinssammlers erfolgt die Ausgabe zum Nennwert und die Anleihe sammelt die Zinsen (feste oder dem Marktzinssatz angepasste Zinsen) bis zum Laufzeitende an.

## Bewertung
Die Bewertung der Nullkuponanleihe erfolgt nach der Formel
{\displaystyle \mathrm {Barwert} ={\frac {\mathrm {Nennwert} }{{(1+i)}^{n}}}}.
Darin ist
- {\displaystyle i} der für die Laufzeit der Anleihe zutreffender Marktzinssatz,
- {\displaystyle n} die (Rest)Laufzeit, gemessen in Perioden.

### Beispiel
Eine Nullkuponanleihe mit einem Nennwert von 2000 € und einer (Rest)Laufzeit von zehn Jahren hat bei einem Marktzinssatz von 3 % einen Barwert und damit fairen Preis von
{\displaystyle {\text{Barwert}}={\frac {2000}{(1+3\,\%)^{10}}}=1488{,}19\,\mathrm {\euro} {}}.

## Verzinsung
Die jährliche Verzinsung bzw. Rendite einer Nullkuponanleihe ergibt sich durch die Formel
{\displaystyle i={\sqrt[{n\,}]{\frac {\text{Nennwert}}{\text{Ausgabekurs}}}}-1}

### Beispiel
Eine Nullkuponanleihe mit einer Laufzeit von 10 Jahren und einem Nennwert von 100 € wird für einen Preis von 50 € emittiert. Die jährliche Verzinsung der Nullkuponanleihe beträgt
{\displaystyle i={\sqrt[{10\,}]{\frac {\mathrm {100} }{\mathrm {50} }}}-1\approx 0{,}07=7\,\%}.

## Anlagerisiken
Da bei einer Nullkuponanleihe während der Laufzeit keinerlei Rückzahlungen erfolgen und somit eine Wiederanlage der Erträge nicht möglich ist, weisen Nullkuponanleihen eine hohe Volatilität auf – ihr Kurs reagiert stärker als der von kupontragenden Anleihen auf Schwankungen des Marktzinssatzes. Nullkuponanleihen haben also ein hohes Kursrisiko. Anders ausgedrückt: Die Duration einer Nullkuponanleihe entspricht immer genau deren Restlaufzeit und ist damit höher als die Duration einer kupontragenden Anleihe. Damit hat die Nullkuponanleihe eine vergleichsweise hohe Zinssensitivität.
Diese hohe Zinssensitivität kann kritisch sein, wenn ein Anleger ein Papier mit hoher Restlaufzeit veräußern muss und seit dem Kauf die Marktzinsen gestiegen sind.

## Steuerliche Behandlung
Bei im Privatvermögen befindlichen Anlagen ist nach dem Steuerrecht der Bundesrepublik Deutschland eine Versteuerung der Erträge erst bei Fälligkeit oder vorherigem Verkauf der Wertpapiere vorzunehmen, so dass die implizite Wiederanlage der rechnerischen Bruttozinserträge erfolgt. Im Betriebsvermögen besteht diese Möglichkeit nicht, soweit der Steuerpflichtige bilanziert.
Andere Rechtsordnungen, wie die USA, besteuern bei Nullkuponanlagen jährlich einen fiktiven Zins.

## Bilanzielle Behandlung nach deutschem Handelsrecht
Nullkuponanleihen werden gemäß dem deutschen Handelsrecht zu fortgeführten Anschaffungskosten bilanziert. Die zum Bilanzstichtag aufgelaufenen Zinsen erhöhen als Zugang den Wertansatz.  Nullkuponanleihen gelten als Finanzinnovationen und werden daher nach der Emissions- bzw. Marktrendite besteuert.